# Matancillas, Jalisco
Matancillas är en ort i Mexiko.   Den ligger i kommunen Ojuelos de Jalisco och delstaten Jalisco, i den centrala delen av landet, 400 km nordväst om huvudstaden Mexico City. Matancillas ligger 2 180 meter över havet och antalet invånare är 4 784.
Terrängen runt Matancillas är platt norrut, men söderut är den kuperad. Runt Matancillas är det ganska glesbefolkat, med 21 invånare per kvadratkilometer. Närmaste större samhälle är Ojuelos de Jalisco, 6,5 km öster om Matancillas. Omgivningarna runt Matancillas är i huvudsak ett öppet busklandskap.